# Reggina Calcio 2008-2009
Questa pagina raccoglie le informazioni riguardanti la Reggina Calcio nelle competizioni ufficiali della stagione 2008-2009.

## Stagione
Per la stagione 2008-09 gli amaranto confermarono in panchina Nevio Orlandi (ingaggiato nel marzo 2008), oltre ad assicurarsi le prestazioni del centravanti Corradi. La compagine calabrese iniziò con difficoltà il campionato, raccogliendo soltanto due punti nelle prime sette giornate. Un leggero miglioramento nel periodo a venire non fu sufficiente ad abbandonare l'ultimo posto, tanto che la società decise di esonerare Orlandi dopo la sconfitta casalinga con la Sampdoria. Per sostituire l'artefice della salvezza del precedente campionato, venne scelto Giuseppe Pillon. Il cambio alla guida non giovò alla squadra, che terminò il girone di andata in coda alla classifica. I 13 punti conquistati si tradussero infatti nella posizione finale, al pari del Chievo: gli stessi veronesi, una settimana più tardi, fecero loro lo scontro diretto staccandosi dal fondo della graduatoria. A fine gennaio Orlandi riprese così l'incarico di allenatore, senza però risolvere la crisi. Infatti, gli amaranto ottengono solo 7 punti (tutti pareggi) nelle successive 11 giornate e restano inchiodati all'ultimo posto con la salvezza lontana 7 punti.
La Reggina tornò a vincere soltanto a fine aprile, espugnando il campo dell'Atalanta e fermando una striscia di 18 gare senza affermazioni. Il successivo trionfo a Bologna portò i calabresi ad appena 3 punti dal quartultimo posto, divario poi ampliatosi a 4 lunghezze per la pesante disfatta sul terreno della Sampdoria. Battendo il Cagliari in casa, gli amaranto scalarono una posizione rendendo il Lecce il fanalino di coda: la retrocessione divenne però matematica al penultimo turno, quando gli uomini di Orlandi vennero sconfitti sul campo della Lazio (1-0). Il pareggio contro il Siena mandò in archivio il campionato, con la Reggina che si classificò penultima mantenendo un punto di margine sui salentini ma a soli sei punti dalla salvezza.
Da un'indagine della FIFA, il club calabrese risultò quello con il maggior impiego di giocatori del vivaio (con una percentuale del 19,2 %) nell'intero campionato italiano.

## Divise e sponsor
Lo sponsor tecnico fu la Onze e gli sponsor di maglia Gicos e Regione Calabria.
| Casa | Trasferta | Terza maglia |

## Rosa
Fonte:
| N. |                       | Ruolo | Calciatore                 |
| -- | --------------------- | ----- | -------------------------- |
| 1  | Italia (bandiera)     | P     | Christian Puggioni         |
| 2  | Islanda (bandiera)    | C     | Emil Hallfreðsson          |
| 3  | Italia (bandiera)     | D     | Andrea Costa               |
| 4  | Italia (bandiera)     | C     | Emmanuel Cascione          |
| 5  | Italia (bandiera)     | D     | Bruno Cirillo              |
| 6  | Italia (bandiera)     | D     | Salvatore Aronica          |
| 7  | Italia (bandiera)     | C     | Luca Vigiani               |
| 8  | Paraguay (bandiera)   | C     | Édgar Barreto              |
| 9  | Italia (bandiera)     | A     | Bernardo Corradi           |
| 10 | Italia (bandiera)     | C     | Francesco Cozza (capitano) |
| 11 | Italia (bandiera)     | A     | Fabio Ceravolo             |
| 13 | Italia (bandiera)     | D     | Francesco Cosenza          |
| 14 | Italia (bandiera)     | D     | Antonio Giosa              |
| 16 | Uruguay (bandiera)    | D     | Carlos Valdez              |
| 17 | Italia (bandiera)     | C     | Antonino Barillà           |
| 18 | Serbia (bandiera)     | A     | Đorđe Rakić                |
| 19 | Slovacchia (bandiera) | D     | Matej Krajčík              |
| 19 | Italia (bandiera)     | C     | Jonis Khoris               |
| 20 | Uruguay (bandiera)    | D     | Pablo Álvarez              |

| N. |                    | Ruolo | Calciatore         |
| -- | ------------------ | ----- | ------------------ |
| 21 | Italia (bandiera)  | C     | Nicolas Viola      |
| 26 | Italia (bandiera)  | P     | Pietro Marino      |
| 28 | Italia (bandiera)  | A     | Antonio Lamenza    |
| 30 | Italia (bandiera)  | P     | Andrea Campagnolo  |
| 31 | Italia (bandiera)  | C     | Luca Tognozzi      |
| 33 | Brasile (bandiera) | D     | Santos             |
| 35 | Cile (bandiera)    | C     | Carlos Carmona     |
| 40 | Nigeria (bandiera) | D     | Daniel Adejo       |
| 41 | Brasile (bandiera) | D     | Basso Josias       |
| 42 | Italia (bandiera)  | D     | Tommaso Squillace  |
| 43 | Italia (bandiera)  | D     | Giuseppe Toscano   |
| 44 | Italia (bandiera)  | D     | Vincenzo Camilleri |
| 55 | Italia (bandiera)  | D     | Maurizio Lanzaro   |
| 77 | Italia (bandiera)  | C     | Alessio Sestu      |
| 81 | Italia (bandiera)  | A     | Franco Brienza     |
| 86 | Uruguay (bandiera) | A     | Cristhian Stuani   |
| 88 | Italia (bandiera)  | A     | Davide Di Gennaro  |
| 90 | Italia (bandiera)  | A     | Alessio Viola      |

## Calciomercato

### Sessione estiva
| Acquisti | Acquisti           | Acquisti    | Acquisti                |
| R.       | Nome               | da          | Modalità                |
| -------- | ------------------ | ----------- | ----------------------- |
| P        | Christian Puggioni | Perugia     | fine prestito           |
| P        | Pietro Marino      | Castelnuovo | fine prestito           |
| D        | Francesco Cosenza  | Ravenna     | fine prestito           |
| D        | Antonio Giosa      | Messina     | fine prestito           |
| D        | Gaetano Ungaro     | Perugia     | fine prestito           |
| D        | Bruno Cirillo      | Levante     | definitivo              |
| D        | Andrea Costa       | Bologna     | riscatto dal prestito   |
| D        | Santos             | Genoa       | comproprietà cartellino |
| D        | Antonio Rizzo      | Perugia     | fine prestito           |
| C        | Giandomenico Mesto | Udinese     | riscatto comproprietà   |
| C        | Carlos Carmona     | O'Higgins   | definitivo              |
| C        | Antonino Barillà   | Ravenna     | fine prestito           |
| C        | Ivan Castiglia     | Lucchese    | fine prestito           |
| A        | Franco Brienza     | Palermo     | riscatto dal prestito   |
| A        | Billie Nielsen     | Lucchese    | fine prestito           |
| A        | Bernardo Corradi   | -           | definitivo              |
| A        | Alessio Sestu      | Avellino    | definitivo              |
| A        | Đorđe Rakić        | Salisburgo  | prestito                |
| A        | Davide Di Gennaro  | Genoa       | prestito                |

| Cessioni | Cessioni            | Cessioni         | Cessioni                       |
| R.       | Nome                | a                | Modalità                       |
| -------- | ------------------- | ---------------- | ------------------------------ |
| P        | Giuseppe Saraò      | Monopoli         | prestito                       |
| P        | Nenad Novaković     | Aalesund         | definitivo                     |
| D        | Francesco Modesto   | Genoa            | definitivo                     |
| D        | Nicolò Cherubin     | Cittadella       | non riscattata la comproprietà |
| D        | Gaetano Ungaro      | Ravenna          | prestito                       |
| D        | Kris Thackray       | Monopoli         | prestito                       |
| D        | Salvatore Aronica   | Napoli           | definitivo                     |
| D        | Antonio Rizzo       | Cremonese        | prestito                       |
| C        | Giandomenico Mesto  | Genoa            | definitivo                     |
| C        | Ivan Castiglia      | Cittadella       | prestito                       |
| C        | Leonardo Pettinari  | Ravenna          | prestito                       |
| C        | Leonardo Gatto      | Monopoli         | prestito                       |
| C        | Nikolas Kras        | Sorrento         | prestito                       |
| C        | Raffaele Barbagallo | -                | ritirato                       |
| C        | Simone Missiroli    | Treviso          | prestito                       |
| A        | Stephen Makinwa     | Lazio            | fine prestito                  |
| A        | Billie Nielsen      | -                | svincolato                     |
| A        | Mike Tullberg       | Hearts           | prestito                       |
| A        | Joelson             | Pisa             | prestito                       |
| A        | Lóránd Szatmári     | Avellino         | definitivo                     |
| A        | José Montiel        | Politehnica Iași | prestito                       |

### Sessione invernale
| Acquisti | Acquisti      | Acquisti | Acquisti      |
| R.       | Nome          | da       | Modalità      |
| -------- | ------------- | -------- | ------------- |
| D        | Matej Krajčík | -        | svincolato    |
| C        | Nikolas Kras  | Sorrento | fine prestito |

| Cessioni | Cessioni          | Cessioni | Cessioni |
| R.       | Nome              | a        | Modalità |
| -------- | ----------------- | -------- | -------- |
| D        | Francesco Cosenza | Avellino | prestito |
| D        | Giuseppe Toscano  | Barletta | prestito |
| C        | Jonis Khoris      | Ravenna  | prestito |
| C        | Luca Tognozzi     | Brescia  | prestito |
| C        | Lóránd Szatmári   | Monopoli | prestito |

## Risultati

### Serie A

#### Girone d'andata
| Arbitro: | Celi (Bari) |

|                                   |           |                    |
| Marcolini 76’ (rig.) Italiano 88’ | Marcatori | 72’ (rig.) Corradi |

| Arbitro: | Pierpaoli (Firenze) |

|                      |           |             |
| Di Loreto 43’ (aut.) | Marcatori | 13’ Amoruso |

| Arbitro: | Gervasoni (Mantova) |

|                                       |           |  |
| Panucci 45’ Aquilani 51’ Perrotta 90’ | Marcatori |  |

| Arbitro: | Saccani (Mantova) |

|             |           |                        |
| Corradi 59’ | Marcatori | 24’ Borriello 73’ Pato |

| Arbitro: | Farina (Genova) |

|             |           |  |
| Miccoli 52’ | Marcatori |  |

| Arbitro: | Trefoloni (Siena) |

|           |           |              |
| Costa 80’ | Marcatori | 69’ Paolucci |

| Arbitro: | Orsato (Schio) |

|                                       |           |  |
| Pazzini 40’ (rig.) Gilardino 75’, 81’ | Marcatori |  |

| Arbitro: | C. Russo (Nola) |

|                  |           |  |
| Corradi 60’, 90’ | Marcatori |  |

| Arbitro: | Gervasoni (Mantova) |

|                    |           |  |
| Denis 7’, 16’, 63’ | Marcatori |  |

| Arbitro: | De Marco (Chiavari) |

|                       |           |                                  |
| Cozza 34’ Brienza 53’ | Marcatori | 9’ Maicon 23’ Vieira 90’ Córdoba |

| Arbitro: | Pierpaoli (Firenze) |

|                                        |           |  |
| Milito 54’ (rig.), 74’, 90’ Sculli 81’ | Marcatori |  |

| Arbitro: | Mazzoleni (Bergamo) |

|  |           |             |
|  | Marcatori | 60’ Brienza |

| Arbitro: | Trefoloni (Siena) |

|                            |           |          |
| Cozza 10’ Corradi 21’, 79’ | Marcatori | 90’ Doni |

| Arbitro: | Damato (Barletta) |

|                                                              |           |  |
| Camoranesi 28’ Amauri 44’ Chiellini 62’ Del Piero 74’ (rig.) | Marcatori |  |

| Arbitro: | Ayroldi (Molfetta) |

|                         |           |                         |
| Corradi 39’ Barreto 56’ | Marcatori | 52’ Valiani 60’ Di Vaio |

| Arbitro: | Gava (Conegliano) |

|  |           |                                  |
|  | Marcatori | 75’ (rig.) Bellucci 81’ Padalino |

| Arbitro: | Tommasi (Bassano del Grappa) |

|                |           |                    |
| Acquafresca 1’ | Marcatori | 61’ (rig.) Brienza |

| Arbitro: | Bergonzi (Genova) |

|                             |           |                      |
| Corradi 4’ (rig.) Cozza 63’ | Marcatori | 14’, 21’, 76’ Pandev |

| Arbitro: | Giannoccaro (Lecce) |

|           |           |  |
| Frick 75’ | Marcatori |  |

#### Girone di ritorno
| Arbitro: | Damato (Barletta) |

|  |           |              |
|  | Marcatori | 90’ Italiano |

| Torino 28 gennaio 2009, ore 20:30 CET 21ª giornata | Torino               | 0 – 0 referto | Reggina | Olimpico (15.098 spett.)\| Arbitro: \| Farina (Novi Ligure) \| |
| Arbitro:                                           | Farina (Novi Ligure) |               |         |                                                                |

| Arbitro: | Rosetti (Torino) |

|                              |           |                  |
| Corradi 43’ (rig.) Cozza 81’ | Marcatori | 45’, 57’ Pizarro |

| Arbitro: | Pierpaoli (Firenze) |

|                 |           |                |
| Kaká 67’ (rig.) | Marcatori | 33’ Di Gennaro |

| Reggio Calabria 15 febbraio 2009, ore 15:00 CET 24ª giornata | Reggina            | 0 – 0 referto | Palermo | Oreste Granillo (9.602 spett.)\| Arbitro: \| Ayroldi (Molfetta) \| |
| Arbitro:                                                     | Ayroldi (Molfetta) |               |         |                                                                    |

| Arbitro: | Mazzoleni (Bergamo) |

|                         |           |  |
| Capuano 35’ Potenza 74’ | Marcatori |  |

| Arbitro: | Bergonzi (Genova) |

|           |           |               |
| Sestu 21’ | Marcatori | 23’ Bonazzoli |

| Lecce 8 marzo 2009, ore 15:00 CET 27ª giornata | Lecce             | 0 – 0 referto | Reggina | Via del Mare (9.832 spett.)\| Arbitro: \| Gava (Conegliano) \| |
| Arbitro:                                       | Gava (Conegliano) |               |         |                                                                |

| Arbitro: | Trefoloni (Siena) |

|             |           |             |
| Corradi 27’ | Marcatori | 64’ Lavezzi |

| Arbitro: | Mazzoleni (Bergamo) |

|                                          |           |  |
| Cambiasso 6’ Ibrahimović 10’ (rig.), 58’ | Marcatori |  |

| Arbitro: | Orsato (Schio) |

|  |           |           |
|  | Marcatori | 78’ Motta |

| Arbitro: | De Marco (Chiavari) |

|  |           |                       |
|  | Marcatori | 85’, 90’ Floro Flores |

| Arbitro: | Rizzoli (Bologna) |

|  |           |              |
|  | Marcatori | 40’ Ceravolo |

| Arbitro: | Saccani (Mantova) |

|                              |           |                                     |
| Barillà 27’ Hallfreðsson 69’ | Marcatori | 48’ (rig.) Del Piero 73’ C. Zanetti |

| Arbitro: | Rocchi (Firenze) |

|           |           |                         |
| Moras 87’ | Marcatori | 40’ Brienza 46’ Barreto |

| Arbitro: | Trefoloni (Siena) |

|                                                             |           |  |
| Dessena 1’, 31’ G. Delvecchio 36’ Marilungo 46’ Pazzini 52’ | Marcatori |  |

| Arbitro: | Banti (Livorno) |

|                          |           |                |
| Ceravolo 25’ Brienza 49’ | Marcatori | 18’ A. Lazzari |

| Arbitro: | Gervasoni (Mantova) |

|            |           |  |
| Zárate 26’ | Marcatori |  |

| Arbitro: | Scoditti (Bologna) |

|                   |           |               |
| Stuani 44’ (rig.) | Marcatori | 76’ Maccarone |

### Coppa Italia

#### Turni preliminari
| Arbitro: | C. Russo (Nola) |

|                                                 |           |  |
| Corradi 45’ (rig.) Hallfredsson 53’ Barillà 59’ | Marcatori |  |

| Arbitro: | Pinzani (Empoli) |

|                                    |           |  |
| Ceravolo 52’, 74’ Brienza 70’, 89’ | Marcatori |  |

#### Fase finale
| Arbitro: | Giannoccaro (Lecce) |

|                                                                          |                      |                                                                                |
| Lukovic Obodo Sala M. Motta Felipe Nef Asamoah Pasquale Koprivec Lukovic | Tiri di rigore 8 – 7 | Tognozzi Ceravolo Barillà Viola Costa Rakic Basso Hallfredsson Marino Tognozzi |

## Statistiche
Fonte.

### Statistiche di squadra
| Competizione | Punti | In casa | In casa | In casa | In casa | In casa | In casa | In trasferta | In trasferta | In trasferta | In trasferta | In trasferta | In trasferta | Totale | Totale | Totale | Totale | Totale | Totale | DR  |
| Competizione | Punti | G       | V       | N       | P       | Gf      | Gs      | G            | V            | N            | P            | Gf           | Gs           | G      | V      | N      | P      | Gf     | Gs     | DR  |
| ------------ | ----- | ------- | ------- | ------- | ------- | ------- | ------- | ------------ | ------------ | ------------ | ------------ | ------------ | ------------ | ------ | ------ | ------ | ------ | ------ | ------ | --- |
| Serie A      | 31    | 19      | 3       | 9       | 7       | 23      | 27      | 19           | 3            | 4            | 12           | 7            | 35           | 38     | 6      | 13     | 19     | 30     | 62     | −32 |
| Coppa Italia | -     | 2       | 2       | 0       | 0       | 7       | 0       | 1            | 0            | 1            | 0            | 0            | 0            | 3      | 2      | 1      | 0      | 7      | 0      | 7   |
| Totale       | -     | 21      | 5       | 9       | 7       | 30      | 27      | 20           | 3            | 5            | 12           | 7            | 35           | 41     | 8      | 14     | 19     | 37     | 62     | −25 |

### Andamento in campionato
| Giornata  | 1  | 2  | 3  | 4  | 5  | 6  | 7  | 8  | 9  | 10 | 11 | 12 | 13 | 14 | 15 | 16 | 17 | 18 | 19 | 20 | 21 | 22 | 23 | 24 | 25 | 26 | 27 | 28 | 29 | 30 | 31 | 32 | 33 | 34 | 35 | 36 | 37 | 38 |
| --------- | -- | -- | -- | -- | -- | -- | -- | -- | -- | -- | -- | -- | -- | -- | -- | -- | -- | -- | -- | -- | -- | -- | -- | -- | -- | -- | -- | -- | -- | -- | -- | -- | -- | -- | -- | -- | -- | -- |
| Luogo     | T  | C  | T  | C  | T  | C  | T  | C  | T  | C  | T  | T  | C  | T  | C  | C  | T  | C  | T  | C  | T  | C  | T  | C  | T  | C  | T  | C  | T  | C  | C  | T  | C  | T  | T  | C  | T  | C  |
| Risultato | P  | N  | P  | P  | P  | N  | P  | V  | P  | P  | P  | V  | V  | P  | N  | P  | N  | P  | P  | P  | N  | N  | N  | N  | P  | N  | N  | N  | P  | P  | P  | V  | N  | V  | P  | V  | P  | N  |
| Posizione | 15 | 16 | 19 | 19 | 19 | 19 | 20 | 20 | 20 | 20 | 20 | 19 | 18 | 18 | 18 | 19 | 19 | 19 | 20 | 20 | 20 | 20 | 20 | 20 | 20 | 20 | 20 | 20 | 20 | 20 | 20 | 20 | 20 | 20 | 20 | 19 | 20 | 19 |

Legenda:

Luogo: C = Casa; T = Trasferta. Risultato: V = Vittoria; N = Pareggio; P = Sconfitta.